# Quadraflur
Mit Quadraflur wird eine schachbrettartig geprägte römische Flurform bezeichnet. In der Landschaft ist dies daran zu erkennen, dass die begrenzenden Wege geradlinig verlaufen und sich im rechten Winkel treffen. Ein solches schachbrettartiges Flurgefüge mit einem rechtwinkeligen Wegenetz (Decumanus und Cardo) kann man vorwiegend in den Ebenen von Ufernoricum finden, aber auch in gebirgigen Gegenden, beispielsweise in Thaur bei Innsbruck. Je nach örtlichen Gegebenheiten variierte die Seitenlänge der diese Flur bestimmenden Quadrate zwischen 220 und 230 m, was eine Fläche von 5,3 ha ergibt.
Als natürliche  Ursache  für diese Flurform wird das  Kreuz-  und  Querpflügen mit dem römischen Hakenpflug gesehen. Die damals übliche Furchenlänge, das Gewende bzw. der Actus, wurde zum  Maß der  Seitenlänge. Somit entsteht in der Fläche ein Quadrat (ager  quadratus oder nur Quadra genannt) mit der genannten Seitenlänge. So ein Quadrat entspricht 18 Jugera (= Joch).
Solche Flurformen sind in Bayern (z. B. in Walchensee), in etlichen Orten von Tirol (Thannrain bei Stams, Rietz, Amras, Wörgl und Silz), in Oberösterreich (Haining, Wels, Micheldorf) oder im Salzburgischen (Juvavum) nachgewiesen.
Quadrafluren tauchen im 3. Jahrhundert auf und sind bis Ende des 4. Jahrhunderts in Gebrauch. Die römischen Agrimensoren haben diese Vermessungsmethode also nur relativ kurze Zeit verwendet.

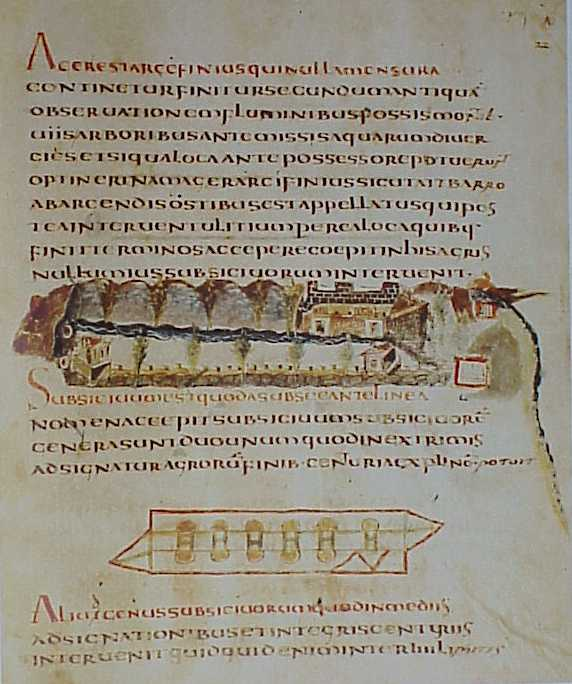
Wolfenbütteler Corpus Agrimensorum Romanorum

Verwandt ist die Quadraflur mit der Centurienflur. Auch diese setzt sich aus Quadraten zusammen und verlangt eine rechtwinkelige Anlage von Straßen oder Wegen. Ihre Größe beträgt allerdings Fünfzighektarquadrate. Beide Flurformen stehen in Zusammenhang mit steuertechnischen  Maßnahmen. Der römische Landmesser hat mit einer Groma als Mittelpunkt zwei sich rechtwinklig kreuzende Hauptlinien festgelegt – den decumanus maximus (als 40 Fuß breite  Straße),  meist  in  West-Ost-Richtung,  und  den  cardo  maximus  (als  20  Fuß breite Straße) als Nord-Süd-Linie. Der römische Fuß betrug 296,853 mm, 120 Fuß ergaben einen Actus von ca. 35 m Länge. Mit einer 10 Fuß langen Messlatte wurde die 20 Actus lange  Distanz  einer  Quadratseite abgemessen. Ein solches  Quadrat umfasste 100 heredia bzw. 200 Jugera oder 400 Quadratactus, daher nannte man es centuria und diese Flureinteilung nach Zenturien „Zenturiation“.

„Als mathematische Gebilde von bequem vermeßbarer Gestalt waren Quadra und  Centurie hervorragend geeignet, eine gerechte Bemessung der aus der nahen Beziehung zum Boden fließenden Rechte und der Pflichten gegenüber den Flurnachbarn, der Wirtschaftsgemeinde, dem Obereigentümer und dem Staat zu gewährleisten und trugen sicherlich dazu bei, den in den römischen Provinzen herrschenden Steuerdruck erträglich  zu machen – eine überzeitliche Eigentümlichkeit guter Kataster. “